# 3413 Andriana
3413 Andriana este un asteroid din centura principală, descoperit pe 15 februarie 1983 de Norman Thomas.